# Conga (nummer)
Conga is een nummer van de Amerikaanse band Miami Sound Machine, onder leiding van Gloria Estefan. Het is de eerste single van hun negende studioalbum Primitive Love uit 1985. In september van dat jaar werd het nummer eerst in de VS en Canada  op single uitgebracht en in januari 1986 in Europa. 

## Achtergrond
In 2017 vertelde Gloria Estefan in RTL Late Night dat "Conga" werd geschreven nadat de Miami Sound Machine hun hit Dr. Beat had gespeeld in de Utrechtse discotheek Cartouche. De plaat werd een wereldwijde hit. In thuisland de Verenigde Staten behaalde de plaat een 10e positie in de Billboard Hot 100. In Canada en Spanje werd de nummer 1-positie bereikt en in het Verenigd Koninkrijk werd een bescheiden 79e positie bereikt in de UK Singles Chart.
In Nederland was de plaat op vrijdag 28 februari 1986 Veronica Alarmschijf op Radio 3 en werd een grote hit in de destijds twee hitlijsten op de nationale publieke popzender. De plaat bereikte de 3e positie in de Nederlandse Top 40 en de 2e positie in de Nationale Hitparade. In de Europese hitlijst op Radio 3, de TROS Europarade, werd de 28e positie bereikt.
In België bereikte de plaat de 5e positie in de voorloper van de Vlaamse Ultratop 50 en de 15e positie in de Vlaamse Radio 2 Top 30.

## NPO Radio 2 Top 2000
| Nummer met noteringen in de NPO Radio 2 Top 2000 | '00  | '01  | '02  |
| ------------------------------------------------ | ---- | ---- | ---- |
| Conga                                            | 1313 | 1526 | 1732 |

1. ↑  Een vetgedrukt getal geeft de hoogste notering aan.
2. ↑  2000 was het eerste jaar met een notering voor dit nummer.
3. ↑  Deze tabel is bijgewerkt tot en met de meest recente editie (2024).